# مقاطعة خب
مقاطعة خب (بالتشيكية: Okres Cheb)‏ هي مقاطعة (أوكريس) في إقليم كارلوفي فاري في جمهورية التشيك.
عاصمة هذه المقاطعة هي مدينة خب.

## اقرأ أيضاً
- مقاطعات جمهورية التشيك